# Alexandru Curtean
Alexandru Curtean (n. 27 martie 1987, Sibiu, România) este un jucător de fotbal român, care în prezent joacă pentru FC Politehnica Timișoara.

## Palmares
Dinamo București
- Cupa României (1): 2011-2012
- Supercupa României (1): 2012